# Hey (groupe)
Pour les articles homonymes, voir Hey.
Hey est un groupe de rock originaire de Szczecin en Pologne. Il s'agit d'un des groupes les plus populaires des années 1990.

## Histoire du groupe
Hey a été fondé en 1992 par le guitariste Piotr Banach et par la chanteuse Katarzyna Nosowska dont le diminutif est Kasia. Le groupe se composait également du guitariste Marcin Żabiełowicz, du bassiste Jacek Chrzanowski et de Robert Ligiewicz à la batterie. Hey rencontre le succès public dès la sortie de son premier album Fire en 1993 avec notamment le tube Moja i twoja nadzieja. Les albums suivants de Ho (1994) à Hey (1999) font du groupe une référence du rock polonais. En 1999 Piotr Banach quitte le groupe. Il est remplacé par Paweł Krawczyk à la guitare. [sic!] (2001), le premier album de la nouvelle formation reste dans la veine des albums précédents et rencontre à nouveau un grand succès public malgré l'absence de Piotr Banach. Peu à peu, avec les albums suivants, Hey s'éloigne de leur style initial avec des albums de moins en moins rock.
Fin 2007, à l'occasion des quinze ans d'existence du groupe, Hey se lance dans une tournée de 12 dates en Pologne intitulée Trasa Koncertowa "92-07" que l'on pourrait traduire par "En concert sur les routes de 92 à 07".
L'année 2008 fut pour Hey une nouvelle année de tournée avec de nombreux concerts dans toute la Pologne. Elle s'est terminée avec une série de sept concerts acoustiques dans la lignée de leur show MTV Unplugged de 2007.
Hey retourne en studio d'avril à juin 2009 pour enregistrer leur nouvel album Miłość ! Uwaga ! Ratunku ! Pomocy ! dont la sortie a lieu le 23 octobre 2009. Ce nouvel album est l'occasion pour le groupe de se lancer dans une nouvelle tournée sur les routes polonaises.
L'année 2012 est celle de leur dixième album studio Do rycerzy, do szlachty, doo mieszczan sorti le 6 novembre 2012. À cette occasion le musicien Marcin Zabrocki est intégré au groupe Hey qui comporte désormais six membres. Marcin Zabrocki avait déjà travaillé avec Kasia Nosowska sur son sixième album solo datant de 2011.
Le 22 avril 2016, Hey sort son 12e album studio intitulé Błysk. Cette sortie a été précédée par une mini-tournée de sept dates nommée przedBŁYSK qui s'est déroulée du 31 mars 2016 à Katowice au 13 avril 2016 à Varsovie.
Bien que Hey fut décrit comme le premier groupe grunge polonais, leurs influences vont de la new wave au heavy metal en passant par le rock. Leurs trois premiers albums contiennent certains titres en anglais. Durant les années 1990, leur immense succès leur fait remplir les stades polonais. Actuellement même si les ventes de disques sont moindres, le groupe compte toujours pour les Polonais. Il a remporté de nombreux prix lors des différentes éditions des Fryderyki, l'équivalent de nos Victoires de la musique.
Kasia Nosowska mène en parallèle une carrière solo qui lui a permis d'enregistrer six albums : Puk Puk en 1996, Milena en 1998, Sushi en 2000, UniSexBlues sorti le 28 mai 2007, Osiecka sorti le 28 novembre 2008. L'enregistrement de son sixième album solo intitulé 8 a commencé en mars 2011. Il est finalement sorti le 23 septembre 2011.
Piotr Banach, depuis son départ de Hey, a rejoint le groupe Indios Bravos en tant que guitariste et compositeur des musiques de ce groupe reggae.

## Discographie

### Albums studio
- Fire (1993)
- Ho! (1994)
- Heledore (mini-album, 1995)
- ? (1995)
- Karma (1997)
- Hey (1999)
- [sic!] (2001)
- Music Music (2003)
- Echosystem (2005)
- Miłość ! Uwaga ! Ratunku ! Pomocy ! (CD ou CD + DVD, 2009)
- Do rycerzy, do szlachty, doo mieszczan (2012)
- Błysk (2016)

### Albums live
- Live! (1994)
- Live - Special edition not for sale (K7, 1994)
- Koncertowy (2003)
- MTV Unplugged (CD + DVD, 2007)
- HEY w Filharmonii. Szczecin Unplugged (CD, 2015)

### Videos
- Live '93 (VHS, 1993)
- Live '94 (VHS, 1994)
- Przystanek Woodstock 2004 (DVD, 2004)
- Echosystem (DVD, 2006)
- Najmniejszy Koncert Świata (DVD, 2010)

### Divers
- ? (version anglaise, 1995)
- Cegiełka na rzecz ofiar powodzi (EP, 1997)
- Fire (réédition, 2001)
- The Best of vol. 1 (compilation, 2001)
- The Best of vol. 2 (compilation, 2001)
- Re-Murped ! (Remix des titres de Miłość ! Uwaga ! Ratunku ! Pomocy !, 2010)